# Suanne Spoke
Suanne Spoke est une actrice américaine, née à Meadville en Pennsylvanie.

## Filmographie

### Cinéma
- 1990 : An American Summer : Mme Travis
- 1998 : Drôles de Papous : la deuxième lectrice
- 1999 : P.U.N.K.S. : la femme de Bruno
- 2000 : Sac d'embrouilles : Mme Lippman
- 2005 : La Guerre des mondes : la femme d'affaires
- 2005 : Crazylove : Lady One
- 2013 : Diamond on Vinyl : Vicki
- 2014 : Whiplash : Tante Emma
- 2015 : Always Worthy : Liz
- 2016 : Wild Prairie Rose de Deborah LaVine : Pearl Miller
- 2016 : Mascots : la femme du propriétaire équestre
- 2016 : Erasing Eden : Joan

### Télévision
- 1986 : Les Craquantes : une femme (1 épisode)
- 1987-1989 : La Loi de Los Angeles : un policier et l'officier Goodman (2 épisodes)
- 1991 : Seinfeld : un client (1 épisode)
- 1992 : The Larry Sanders Show : Carol Biederman (1 épisode)
- 1993-1994 : Notre belle famille : Mme Sonya (2 épisodes)
- 1994 : Loïs et Clark : Les Nouvelles Aventures de Superman : Dr Jerri McCorkle (1 épisode)
- 1995 : La Vie à cinq : Caterer (1 épisode)
- 1996 : Townies : une femme (1 épisode)
- 1997 : La Vie de famille : Susan (1 épisode)
- 1997-2008 : Urgences : Mme Robbins et la réceptionniste (2 épisodes)
- 1998 : Troisième planète après le Soleil : Bibi (1 épisode)
- 1998-1999 : Clueless : Mme Sardell (2 épisodes)
- 1999 : Les jumelles s'en mêlent : la mère de Mark (1 épisode)
- 1999 : X-Files : Aux frontières du réel : une cliente (1 épisode)
- 1999 : The Norm Show : la réceptionniste (1 épisode)
- 2000 : Amy : Patrice Patterson (2 épisodes)
- 2000 : Dharma et Greg : Wanda (1 épisode)
- 2001-2004 : Division d'élite (2 épisodes)
- 2002 : Parents à tout prix : Irene (1 épisode)
- 2002 : Sabrina, l'apprentie sorcière : Juge Malloy (1 épisode)
- 2002 : The Practice : Bobby Donnell et Associés : Sophie Taylor et Marj Fennell (1 épisode)
- 2003 : Dragnet : Darlene Stimson (1 épisode)
- 2003 : Cold Case : Affaires classées : Janice Brock (1 épisode)
- 2006 : Gilmore Girls : Loreen (1 épisode)
- 2007 : Weeds : Dawn Tramigliosi (1 épisode)
- 2012 : Private Practice : Kasey Smith (1 épisode)
- 2012-2014 : Switched : Karen Barnes (3 épisodes)
- 2013 : Happy Endings : Cousine Sherry (1 épisode)
- 2013 : Esprits criminels : Nancy Summers (1 épisode)